# Sanna, Shirley, Sonja
Sanna, Shirley, Sonja var en svensk supertrio bestående av sångerskorna Sanna Nielsen, Shirley Clamp och Sonja Aldén. Trion skapades när de i mitten av 2007 började turnera ihop.
Samarbetet uppstod ursprungligen några år tidigare mellan Shirley Clamp och Sonja Aldén innan Sanna Nielsen hoppade på i samband med Melodifestivalen 2007.
Samarbetet har resulterat i gemensamma album, även om solokarriärerna också fortsatt.

## Diskografi

### Album
| Titel         | Utgivningsår |
| ------------- | ------------ |
| Our Christmas | 2008         |
| Vår jul       | 2010         |

### Singlar
| Titel                        | Utgivningsår |
| ---------------------------- | ------------ |
| "My Grown Up Christmas List" | 2008         |
| "All I Want For Christmas"   | 2008         |

### Fotnoter
1. ↑  Malin Ferm (27 juli 2007). ”S som i Shirley, Sonja & Sanna”. Aftonbladet. http://www.aftonbladet.se/nojesbladet/article11161266.ab. Läst 20 december 2014.
2. ↑  ”Nu börjar julen för Sanna, Shirley och Sonja”. Poplight. 19 november 2008. Arkiverad från originalet den 20 december 2014. https://web.archive.org/web/20141220211821/http://arkiv.poplight.se/artikel/nu-boerjar-julen-foer-sanna-shirley-och-sonja. Läst 20 december 2014.